# Franziskanerkloster Kaltern

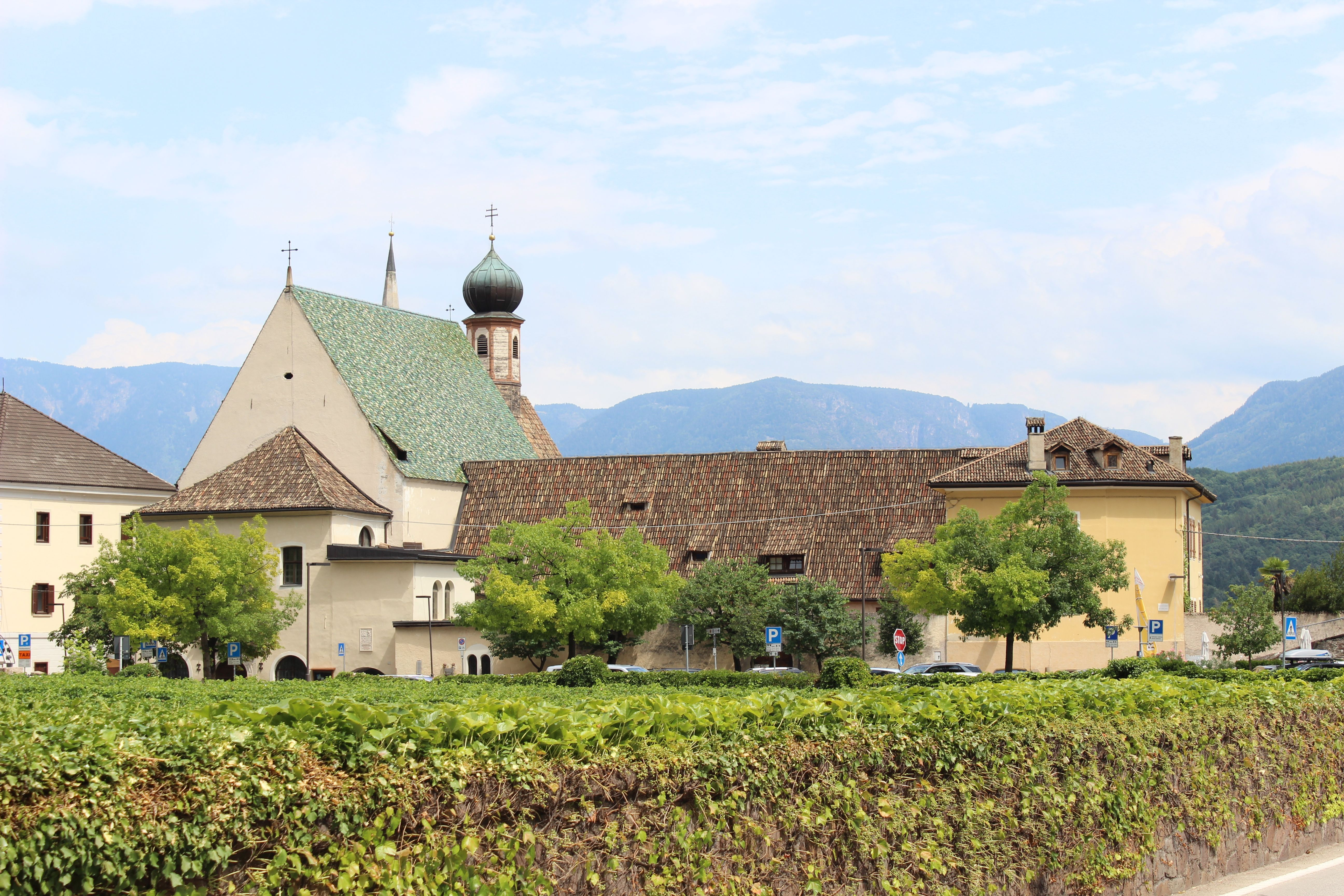
Franziskanerkloster in Kaltern

Das Franziskanerkloster Kaltern befindet sich im Ortsteil Dorf in Kaltern in Südtirol (Italien).

## Geschichte

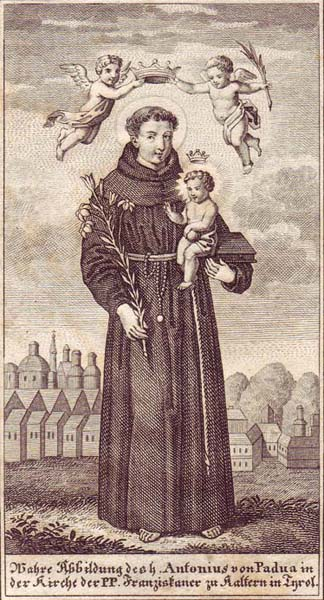
Der Heilige Antonius zu Kaltern (Kupferstich)

Im Jahre 1638 bemühten sich vor allem die Gebrüder Sigismund und Christoph Greiff um die Gründung eines Franziskanerklosters in Kaltern. Die Landesfürstin Claudia von Medici billigte ihr Ansinnen und stellte die baufällige Burg Rottenburg als Areal zur Verfügung. Als Zeichen für die Neugründung zogen am 29. Mai 1639 Franziskaner und mehrere Tausend Gläubige aus Kaltern und Umgebung in feierlicher Prozession zum Bauplatz und richteten dort ein Kreuz auf. 1640 wurde die Rottenburg abgetragen und das Kloster durch die tatkräftige Hilfe der Kalterer Bevölkerung noch im selben Jahr errichtet. Von 1642 bis 1643 wurde die dazugehörige Klosterkirche gebaut, die zu Ehren der Landesfürstin der heiligen Märtyrerin Claudia geweiht wurde. Auf Grund von vielen Gebetserhörungen rückte das Bild des heiligen Antonius von Padua am rechten Seitenaltar im Laufe der Zeit zu einer Wallfahrtsstätte auf.
Im Jahr 1810 wurde das Kloster im Rahmen der Säkularisation unter der italienisch-napoleonischen Herrschaft aufgehoben und versteigert. Zwanzig Kalterer Bürger erwarben das Kloster und gaben es im Jahr 1814, nachdem sich die politischen Verhältnisse durch den Wiener Kongress wieder geändert hatten, an die Franziskaner zum Kaufpreis zurück. Im 19. Jahrhundert entwickelte sich der Konvent sehr gut, so dass zeitweise sogar 23 Ordensmitglieder untergebracht waren. Unter anderem beherbergte das Kloster eine eigene theologische Schule mit bis zu sieben Studenten.
Im 20. Jahrhundert kam es zu einer Reihe von Umbauarbeiten im Kloster. 1974 ging das Patrozinium der Kirche von der heiligen Claudia an den heiligen Antonius von Padua über. Das Kloster gehört heute zur Franziskanerprovinz Austria.

## Sehenswürdigkeiten
- Am rechten Seitenaltar befindet sich das bekannte Bild des „hl. Antonius von Kaltern“. Es wurde 1643 von Christoph Ulrich von Bach aus Dank für die Hilfe des heiligen Antonius in einer lebensgefährlichen Situation bei einem unbekannten Künstler in Auftrag gegeben. Da der Maler – ohne sein Honorar zu verlangen – spurlos verschwand, entstand die Legende, nach der das Bild von einem Engel gemalt wurde.
- Rechts vom Antoniusaltar befindet sich ein Gedenkstein für Erzherzog Ferdinand Karl, der am 30. Dezember 1662 auf einem Jagdausflug in Kaltern verstarb. Die Eingeweide des Landesfürsten liegen in der Klosterkirche begraben.